# Montagne della Bosnia ed Erzegovina

Le Alpi Dinariche.

Le montagne della Bosnia ed Erzegovina appartengono alla catena montuosa delle Alpi Dinariche.

## Elenco delle montagne oltre i 1500 m
Di seguito la lista delle montagne della Bosnia ed Erzegovina la cui altitudine supera i 1500 m s.l.m.
| N. | Foto | Nome           | Altezza in m | Entità/ Cantone o regione                           | Comune                | Localizzazione                                                                      |
| -- | ---- | -------------- | ------------ | --------------------------------------------------- | --------------------- | ----------------------------------------------------------------------------------- |
| 1  |      | Maglić         | 2386         | Repubblica Serba Foča                               | Foča                  | Mappa di localizzazione: Bosnia ed Erzegovina · Montagne della Bosnia ed Erzegovina |
| 2  |      | Volujak        | 2337         | Repubblica Serba Foča                               | Foča                  | Mappa di localizzazione: Bosnia ed Erzegovina · Montagne della Bosnia ed Erzegovina |
| 3  |      | Čvrsnica       | 2228         | Fed. di Bosnia ed Erzegovina Erzegovina Occidentale | Posušje               | Mappa di localizzazione: Bosnia ed Erzegovina · Montagne della Bosnia ed Erzegovina |
| 4  |      | Prenj          | 2115         | Fed. di Bosnia ed Erzegovina Erzegovina-Narenta     | Mostar                | Mappa di localizzazione: Bosnia ed Erzegovina · Montagne della Bosnia ed Erzegovina |
| 5  |      | Vranica        | 2110         | Fed. di Bosnia ed Erzegovina Bosnia Centrale        | Gornji Vakuf-Uskoplje | Mappa di localizzazione: Bosnia ed Erzegovina · Montagne della Bosnia ed Erzegovina |
| 6  |      | Treskavica     | 2086         | Fed. di Bosnia ed Erzegovina Sarajevo               | Trnovo                | Mappa di localizzazione: Bosnia ed Erzegovina · Montagne della Bosnia ed Erzegovina |
| 7  |      | Vran           | 2074         | Fed. di Bosnia ed Erzegovina Erzegovina-Narenta     | Jablanica             | Mappa di localizzazione: Bosnia ed Erzegovina · Montagne della Bosnia ed Erzegovina |
| 8  |      | Bjelašnica     | 2067         | Fed. di Bosnia ed Erzegovina Sarajevo               | Trnovo                | Mappa di localizzazione: Bosnia ed Erzegovina · Montagne della Bosnia ed Erzegovina |
| 9  |      | Lelija         | 2032         | Repubblica Serba Foča                               | Kalinovik             | Mappa di localizzazione: Bosnia ed Erzegovina · Montagne della Bosnia ed Erzegovina |
| 10 |      | Zelengora      | 2014         | Repubblica Serba Foča                               | Foča                  | Mappa di localizzazione: Bosnia ed Erzegovina · Montagne della Bosnia ed Erzegovina |
| 11 |      | Cincar         | 2006         | Fed. di Bosnia ed Erzegovina Cantone 10             | Livno                 | Mappa di localizzazione: Bosnia ed Erzegovina · Montagne della Bosnia ed Erzegovina |
| 12 |      | Visočica       | 1974         | Fed. di Bosnia ed Erzegovina Erzegovina-Narenta     | Konjic                | Mappa di localizzazione: Bosnia ed Erzegovina · Montagne della Bosnia ed Erzegovina |
| 13 |      | Velež          | 1968         | Fed. di Bosnia ed Erzegovina Erzegovina-Narenta     | Mostar                | Mappa di localizzazione: Bosnia ed Erzegovina · Montagne della Bosnia ed Erzegovina |
| 14 |      | Klekovača      | 1962         | Fed. di Bosnia ed Erzegovina Cantone 10             | Drvar                 | Mappa di localizzazione: Bosnia ed Erzegovina · Montagne della Bosnia ed Erzegovina |
| 15 |      | Raduša         | 1956         | Fed. di Bosnia ed Erzegovina Erzegovina-Narenta     | Prozor-Rama           | Mappa di localizzazione: Bosnia ed Erzegovina · Montagne della Bosnia ed Erzegovina |
| 16 |      | Vlašić         | 1933         | Fed. di Bosnia ed Erzegovina Bosnia Centrale        | Travnik               | Mappa di localizzazione: Bosnia ed Erzegovina · Montagne della Bosnia ed Erzegovina |
| 17 |      | Crvanj         | 1921         | Repubblica Serba Trebigne                           | Nevesinje             | Mappa di localizzazione: Bosnia ed Erzegovina · Montagne della Bosnia ed Erzegovina |
| 18 |      | Jahorina       | 1916         | Repubblica Serba Sarajevo-Romanija                  | Pale                  | Mappa di localizzazione: Bosnia ed Erzegovina · Montagne della Bosnia ed Erzegovina |
| 19 |      | Dinara         | 1913         | Fed. di Bosnia ed Erzegovina Cantone 10             | Livno                 | Mappa di localizzazione: Bosnia ed Erzegovina · Montagne della Bosnia ed Erzegovina |
| 20 |      | Vitorog        | 1907         | Fed. di Bosnia ed Erzegovina Cantone 10             | Glamoč                | Mappa di localizzazione: Bosnia ed Erzegovina · Montagne della Bosnia ed Erzegovina |
| 21 |      | Velika Golija  | 1890         | Fed. di Bosnia ed Erzegovina Cantone 10             | Livno                 | Mappa di localizzazione: Bosnia ed Erzegovina · Montagne della Bosnia ed Erzegovina |
| 22 |      | Šator          | 1873         | Fed. di Bosnia ed Erzegovina Cantone 10             | Bosansko Grahovo      | Mappa di localizzazione: Bosnia ed Erzegovina · Montagne della Bosnia ed Erzegovina |
| 23 |      | Trebova        | 1872         | Repubblica Serba Foča                               | Foča                  | Mappa di localizzazione: Bosnia ed Erzegovina · Montagne della Bosnia ed Erzegovina |
| 24 |      | Bjelašnica     | 1867         | Repubblica Serba Trebigne                           | Gacko                 | Mappa di localizzazione: Bosnia ed Erzegovina · Montagne della Bosnia ed Erzegovina |
| 25 |      | Kamešnica      | 1856         | Fed. di Bosnia ed Erzegovina Cantone 10             | Livno                 | Mappa di localizzazione: Bosnia ed Erzegovina · Montagne della Bosnia ed Erzegovina |
| 26 |      | Lovnica        | 1856         | Fed. di Bosnia ed Erzegovina Erzegovina-Narenta     | Konjic                | Mappa di localizzazione: Bosnia ed Erzegovina · Montagne della Bosnia ed Erzegovina |
| 27 |      | Lebršnik       | 1847         | Repubblica Serba Trebigne                           | Gacko                 | Mappa di localizzazione: Bosnia ed Erzegovina · Montagne della Bosnia ed Erzegovina |
| 28 |      | Zec Planina    | 1845         | Fed. di Bosnia ed Erzegovina Bosnia Centrale        | Fojnica               | Mappa di localizzazione: Bosnia ed Erzegovina · Montagne della Bosnia ed Erzegovina |
| 29 |      | Malovan        | 1826         | Fed. di Bosnia ed Erzegovina Cantone 10             | Kupres                | Mappa di localizzazione: Bosnia ed Erzegovina · Montagne della Bosnia ed Erzegovina |
| 30 |      | Osječanica     | 1798         | Fed. di Bosnia ed Erzegovina Cantone 10             | Drvar                 | Mappa di localizzazione: Bosnia ed Erzegovina · Montagne della Bosnia ed Erzegovina |
| 31 |      | Ljubuša        | 1797         | Fed. di Bosnia ed Erzegovina Cantone 10             | Tomislavgrad          | Mappa di localizzazione: Bosnia ed Erzegovina · Montagne della Bosnia ed Erzegovina |
| 32 |      | Čabulja        | 1786         | Fed. di Bosnia ed Erzegovina Erzegovina-Narenta     | Mostar                | Mappa di localizzazione: Bosnia ed Erzegovina · Montagne della Bosnia ed Erzegovina |
| 33 |      | Šćit           | 1781         | Fed. di Bosnia ed Erzegovina Bosnia Centrale        | Kiseljak              | Mappa di localizzazione: Bosnia ed Erzegovina · Montagne della Bosnia ed Erzegovina |
| 34 |      | Plazenica      | 1765         | Fed. di Bosnia ed Erzegovina Bosnia Centrale        | Donji Vakuf           | Mappa di localizzazione: Bosnia ed Erzegovina · Montagne della Bosnia ed Erzegovina |
| 35 |      | Stožer         | 1758         | Fed. di Bosnia ed Erzegovina Bosnia Centrale        | Bugojno               | Mappa di localizzazione: Bosnia ed Erzegovina · Montagne della Bosnia ed Erzegovina |
| 36 |      | Borovac        | 1749         | Fed. di Bosnia ed Erzegovina Podrinje Bosniaco      | Goražde               | Mappa di localizzazione: Bosnia ed Erzegovina · Montagne della Bosnia ed Erzegovina |
| 37 |      | Slovinj        | 1743         | Fed. di Bosnia ed Erzegovina Cantone 10             | Glamoč                | Mappa di localizzazione: Bosnia ed Erzegovina · Montagne della Bosnia ed Erzegovina |
| 38 |      | Baba           | 1735         | Repubblica Serba Trebigne                           | Gacko                 | Mappa di localizzazione: Bosnia ed Erzegovina · Montagne della Bosnia ed Erzegovina |
| 39 |      | Lunjevača      | 1707         | Fed. di Bosnia ed Erzegovina Cantone 10             | Drvar                 | Mappa di localizzazione: Bosnia ed Erzegovina · Montagne della Bosnia ed Erzegovina |
| 40 |      | Bitovnja       | 1700         | Fed. di Bosnia ed Erzegovina Bosnia Centrale        | Kreševo               | Mappa di localizzazione: Bosnia ed Erzegovina · Montagne della Bosnia ed Erzegovina |
| 41 |      | Tušnica        | 1697         | Fed. di Bosnia ed Erzegovina Cantone 10             | Livno                 | Mappa di localizzazione: Bosnia ed Erzegovina · Montagne della Bosnia ed Erzegovina |
| 42 |      | Živanj         | 1696         | Repubblica Serba Trebigne                           | Gacko                 | Mappa di localizzazione: Bosnia ed Erzegovina · Montagne della Bosnia ed Erzegovina |
| 43 |      | Zvijezda       | 1673         | Repubblica Serba Foča                               | Višegrad              | Mappa di localizzazione: Bosnia ed Erzegovina · Montagne della Bosnia ed Erzegovina |
| 44 |      | Kruščica       | 1673         | Fed. di Bosnia ed Erzegovina Bosnia Centrale        | Vitez                 | Mappa di localizzazione: Bosnia ed Erzegovina · Montagne della Bosnia ed Erzegovina |
| 45 |      | Ujilica        | 1654         | Fed. di Bosnia ed Erzegovina Cantone 10             | Bosansko Grahovo      | Mappa di localizzazione: Bosnia ed Erzegovina · Montagne della Bosnia ed Erzegovina |
| 46 |      | Romanija       | 1652         | Repubblica Serba Sarajevo-Romanija                  | Pale                  | Mappa di localizzazione: Bosnia ed Erzegovina · Montagne della Bosnia ed Erzegovina |
| 47 |      | Kapić          | 1644         | Repubblica Serba Trebigne                           | Gacko                 | Mappa di localizzazione: Bosnia ed Erzegovina · Montagne della Bosnia ed Erzegovina |
| 48 |      | Staretina      | 1633         | Fed. di Bosnia ed Erzegovina Cantone 10             | Livno                 | Mappa di localizzazione: Bosnia ed Erzegovina · Montagne della Bosnia ed Erzegovina |
| 49 |      | Trebević       | 1627         | Repubblica Serba Sarajevo-Romanija                  | Sarajevo Est          | Mappa di localizzazione: Bosnia ed Erzegovina · Montagne della Bosnia ed Erzegovina |
| 50 |      | Grmeč          | 1605         | Fed. di Bosnia ed Erzegovina Una-Sana               | Bosanski Petrovac     | Mappa di localizzazione: Bosnia ed Erzegovina · Montagne della Bosnia ed Erzegovina |
| 51 |      | Mjedena Glava  | 1602         | Repubblica Serba Trebigne                           | Gacko                 | Mappa di localizzazione: Bosnia ed Erzegovina · Montagne della Bosnia ed Erzegovina |
| 52 |      | Ravašnica      | 1565         | Fed. di Bosnia ed Erzegovina Cantone 10             | Kupres                | Mappa di localizzazione: Bosnia ed Erzegovina · Montagne della Bosnia ed Erzegovina |
| 53 |      | Javor          | 1553         | Repubblica Serba Trebigne                           | Nevesinje             | Mappa di localizzazione: Bosnia ed Erzegovina · Montagne della Bosnia ed Erzegovina |
| 54 |      | Hrbljina       | 1543         | Fed. di Bosnia ed Erzegovina Cantone 10             | Glamoč                | Mappa di localizzazione: Bosnia ed Erzegovina · Montagne della Bosnia ed Erzegovina |
| 55 |      | Vijenac        | 1539         | Fed. di Bosnia ed Erzegovina Cantone 10             | Bosansko Grahovo      | Mappa di localizzazione: Bosnia ed Erzegovina · Montagne della Bosnia ed Erzegovina |
| 56 |      | Žep            | 1537         | Repubblica Serba Sarajevo-Romanija                  | Han Pijesak           | Mappa di localizzazione: Bosnia ed Erzegovina · Montagne della Bosnia ed Erzegovina |
| 57 |      | Ivan planina   | 1534         | Fed. di Bosnia ed Erzegovina Erzegovina-Narenta     | Konjic                | Mappa di localizzazione: Bosnia ed Erzegovina · Montagne della Bosnia ed Erzegovina |
| 58 |      | Kovač planina  | 1532         | Repubblica Serba Foča                               | Čajniče               | Mappa di localizzazione: Bosnia ed Erzegovina · Montagne della Bosnia ed Erzegovina |
| 59 |      | Baćina planina | 1530         | Fed. di Bosnia ed Erzegovina Erzegovina-Narenta     | Prozor-Rama           | Mappa di localizzazione: Bosnia ed Erzegovina · Montagne della Bosnia ed Erzegovina |
| 60 |      | Žepska planina | 1517         | Repubblica Serba Sarajevo-Romanija                  | Rogatica              | Mappa di localizzazione: Bosnia ed Erzegovina · Montagne della Bosnia ed Erzegovina |
| 61 |      | Komar          | 1510         | Fed. di Bosnia ed Erzegovina Bosnia Centrale        | Bugojno               | Mappa di localizzazione: Bosnia ed Erzegovina · Montagne della Bosnia ed Erzegovina |
| 62 |      | Kmur           | 1508         | Repubblica Serba Foča                               | Foča                  | Mappa di localizzazione: Bosnia ed Erzegovina · Montagne della Bosnia ed Erzegovina |
| 63 |      | Igman          | 1502         | Fed. di Bosnia ed Erzegovina Sarajevo               | Ilidža                | Mappa di localizzazione: Bosnia ed Erzegovina · Montagne della Bosnia ed Erzegovina |